# Semachrysa jade
Semachrysa jade es una especie de crisópidos del estado de Selangor en Malasia. Hasta ahora solo se han encontrado especímenes hembras. Exhiben una coloración distintiva en la base de ambas alas, lo que las diferencia de las otras 14 especies del género Semachrysa.
Fue descubierta de forma inusual; un fotógrafo malayo, Hock Ping Guek —más conocido por su apodo Kurt Orion—, publicó algunas imágenes de un insecto en Flickr, pidiendo a algún toxonomista que le ayudara a identificarlo. El sistemático Shaun Winterton vio las fotos y se puso en contacto con Guek, al no reconocer al espécimen como una especie conocida. Guek capturó otro espécimen y se lo envió a Winterton quien confirmó que era una especie aún no descrita. Esta fue nombrada como la hija de Winterton.

## Galería
|                  |
| Holotipo, hembra |

|                      |
| Diagrama de sus alas |

|                          |
| Terminalia de una hembra |

|                                     |
| Localidad tipo: Selangor State Park |